# IC 2543/1
IC 2543/1 је спирална галаксија у сазвијежђу Мали лав која се налази на листи објеката дубоког неба у Индекс каталогу.
Деклинација објекта је + 37° 50' 27" а ректасцензија 10h 8m 23,5s. Привидна величина (магнитуда) објекта IC 2543 износи 14,9 а фотографска магнитуда 15,7. IC 25431 је још познат и под ознакама CGCG 182-77, PGC 29485.